# Enhydris
Enhydris es un género de serpientes de la familia Homalopsidae. Se distribuyen por la región indomalaya.

## Especies
Se reconocen las siguientes:
- Enhydris chanardi Murphy & Voris, 2005
- Enhydris enhydris (Schneider, 1799)
- Enhydris innominata (Morice, 1875)
- Enhydris jagorii (Peters, 1863)
- Enhydris longicauda (Bourret, 1934)
- Enhydris subtaeniata (Bourret, 1934)